# Rio Majari
Rio Majari är ett vattendrag i Brasilien.   Det ligger i delstaten Roraima, i den norra delen av landet, 2 600 km nordväst om huvudstaden Brasília.
Omgivningarna runt Rio Majari är huvudsakligen savann. Runt Rio Majari är det ganska glesbefolkat, med 42 invånare per kvadratkilometer.